# آرنه هوير
آرنه هوير (بالدنماركية: Arne Høyer)‏ هو كاياكير دنماركي، ولد في 9 نوفمبر 1928 في Struer, Denmark ‏ في الدنمارك، وتوفي في 2 أبريل 2010 في بلدة سترير ‏ في الدنمارك.

## وصلات خارجية
- آرنه هوير على موقع أوليمبيديا (الإنجليزية)